# Enrique Rubio Ortiz
|  | Pel polític uruguaià, vegeu Enrique Vicente Rubio Bruno |

Enrique Rubio Ortiz (Alcázar de San Juan, Ciudad Real, 1920 - Barcelona, 9 de desembre 2005) fou un periodista castellanomanxec instal·lat a Barcelona, que destacà per la seva especialització en temes de delinqüència i crònica negra.
Destacà als anys cinquanta i seixanta. Va fundar el setmanari de successos ¿Por Qué? i també va conduir el programa televisiu Investigacion en marcha en què s'exposaven amb detall les martingales dels diferents tipus d'estafadors per enganyar les víctimes. També treballà a la ràdio.

## Trajectòria televisiva
- Panorama (1960-1963)
- Cada semana una historia (1963)
- Edición especial (1963-1969)
- Llamada al corazón (1964)
- A toda plana (1965-1967)
- Adelante el inventor (1965)
- Del hilo al ovillo (1965)
- La carretera es de todos (1967)
- Canciones de la mar (1967)
- Ayer, hoy y mañana (1968)
- Manos al volante (1968-1970)
- Investigación en marcha (1970)
- Sucedió en Madrid, col·laboració en la secció "Timos" amb Inés Ballester. (1996-1998).
- Sabor a ti (1998-1999)

## Llibres
- 113 chistes en conserva (1943)
- Tras el suceso: los sucesos mas sensacionales de los últimos años relatados por un periodista (1956)
- Investigación en marcha (1971)
- De Pretoria a Moscú: Los paraísos del blanco y del rojo. Apuntes de un reportero (1978)
- Aprenda a protegerse (1979)
- La timoteca nacional. Enciclopedia de la picaresca española (1984)
- Los chungos, los fules (1987)
- La timoteca nacional. Olor a timo (2000)

## Premis i reconeixements
- Medalla d'or de Creu Roja de Barcelona 1961
- Antena de Oro 1963
- Emblema d'Or de l'agrupació sindical de ràdio i televisió 1965
- Medalla al Treball President Macià de la Generalitat de Catalunya 1996